# Комплексна переробка мінеральної сировини
Комплексна переробка мінеральної сировини (рос. комплексная переработка минерального сырья, англ. comprehensive mineral processing; нім. komplexe Mineralrohstoffverarbeitung f) — розділення корисних копалин на кінцеві продукти з вилученням усіх цінних компонентів, які містяться в початковій сировині.
Виділяють чотири рівні К.п.   т в е р д о ї   м і н е р а л ь н о ї   с и р о в и н и :
- 1) виділення з сировини методами збагачення одного концентрату, який містить один або дек. осн. цінних компонентів (наприклад, вугільного з вугільних родов., монометалічного з родов. кольорових і чорних металів);
- 2) додаткове виділення методами збагачення окремих концентратів, які не є основними для даної підгалузі (наприклад, молібденового з мідномолібденових руд, мідного і вісмутового з вольфрам-молібденових руд, баритового, флюоритового, полевошпатового з руд кольорових металів);
- 3) виділення елементів-супутників, які не створюють самостійних мінералів (рідкісних і розсіяних елементів), з концентратів збагачення хіміко-металургійними методами або К.п.м.с.;
- 4) Використання відходів збагачення і металургії для отримання буд. матеріалів, добрив та ін. попутної продукції (наприклад, щебеню, піску, гравію з хвостів збагач. ф-к).

Комплексна переробка г а з у здійснюється на газопереробних заводах (ГПЗ) для підготовки головним чином нафти і газу до подальшого транспортування (видалення механіч. домішок і води) і вилучення газового бензину. Осн. процеси переробки — компресія і масляна абсорбція.